# Distrito electoral de Bradshaw (condado de York, Nebraska)
Bradshaw (en inglés: Bradshaw Precinct) es un distrito electoral ubicado en el condado de York en el estado estadounidense de Nebraska. En el Censo de 2010 tenía una población de 420 habitantes y una densidad poblacional de 4,52 personas por km².

## Geografía
Bradshaw se encuentra ubicado en las coordenadas 40°54′52″N 97°45′54″O / 40.91444, -97.76500. Según la Oficina del Censo de los Estados Unidos, Bradshaw tiene una superficie total de 92.91 km², de la cual 92.65 km² corresponden a tierra firme y (0.29%) 0.27 km² es agua.

## Demografía
Según el censo de 2010, había 420 personas residiendo en Bradshaw. La densidad de población era de 4,52 hab./km². De los 420 habitantes, Bradshaw estaba compuesto por el 96.67% blancos, el 0.95% eran amerindios, el 0.24% eran asiáticos, el 0.48% eran de otras razas y el 1.67% pertenecían a dos o más razas. Del total de la población el 3.57% eran hispanos o latinos de cualquier raza.